# Lennart Wallenstam

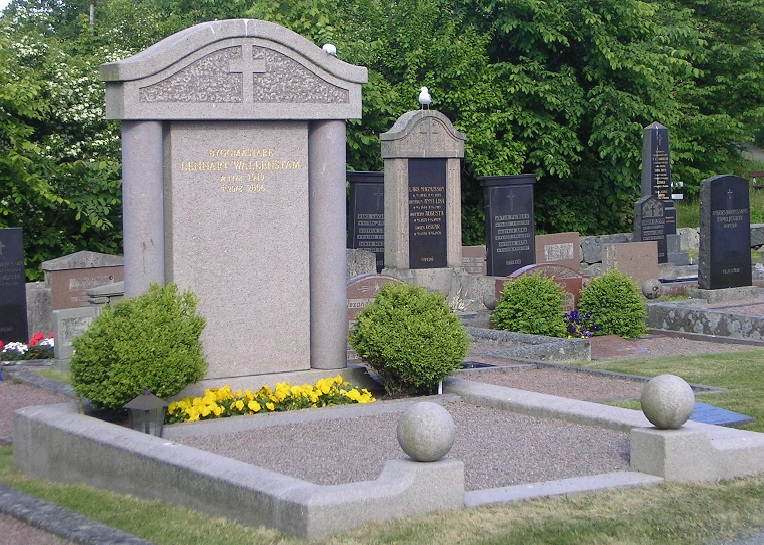
Wallenstams gravvård på Styrsö kyrkogård

Kaleb Lennart Wallenstam, född 12 augusti 1919 på Bohus-Björkö i Öckerö socken, död 20 augusti 2006 i Domkyrkoförsamlingen i Göteborg, var en svensk byggmästare och grundare till Wallenstams Byggnads AB.

## Biografi
Lennart Wallenstam var son till fiskaren och specerihandlaren Kaleb Wallenstam och Annie Wallenstam, född Gustafsson, som tillhörde öns missionsförsamling. 
Efter en kort tid på en herrekiperingsaffär i Göteborg fick Wallenstam plats som snickare hos sin farbror Josef Larsson. Per korrespondens på kvällstid läste han parallellt till ingenjör på NKI-skolan och på Filip Holmqvists handelsinstitut. I november 1944 bildade Wallenstam, tillsammans med vännen Karl Olsson, eget företag inom husproduktion. Sina första byggtomter fick man av fastighetskontoret på Slottsskogsgatan i Skytteskogen. Där byggde man sina första hus, fyra tvåfamiljsvillor, ritade av arkitekterna Ragnar Dahlberg och W. Zettlitz Nilsson, på Slottsskogsgatan 103, Slottsskogsgatan 107 B, Slottsskogsgatan 123 och Slottsskogsgatan 129; samtliga blev klara 1945.

### Familj
Han gifte sig 4 augusti 1945 med Ulla Abrahamsson, dotter till köpman Knut Abrahamsson och Elise (född Lindahl).
Han är far till Monica Brandström, Agneta Wallenstam, Anna-Carin Berntsson och Hans Wallenstam.